# Хан, Роман Васильевич
Роман Васильевич Хан (1912 год, село Нижняя Янчихе — 1982 год) — бригадир колхоза «Гигант» Чиилийского района Кзыл-Ординской области, Казахская ССР. Герой Социалистического Труда (1950).

## Биография
Родился в 1912 году в селе Нижняя Янчихе (сегодня — Цуканово Хасанского района, Приморский край).
После депортации корейцев был определён на спецпоселение в Чиилийский район Кзыл-Ординской области, Казахская ССР. Работал разнорабочим в колхозе «Гигант» Чиилийского района, позднее был назначен звеньевым рисоводческого звена. Звено Романа Хана ежегодно собирала 35 — 40 центнеров риса с гектара.
В 1949 году звено под руководством Романа Хана собрало в среднем по 84 центнеров риса с каждого гектара на участке площадью 26,5 гектаров. За эти выдающиеся трудовые достижения был удостоен в 1950 году звания Героя Социалистического Труда.

## Награды
- Герой Социалистического Труда — указом Президиума Верховного Совета СССР 21 июня 1950 года
- орден Ленина